# Helen Rose
Helen Rose (Chicago, 2 de fevereiro de 1904 — Palm Springs, 9 de novembro de 1985) foi uma figurinista estadunidense. Rose foi uma das poucas mulheres que se tornaram designers chefes de um grande estúdio de cinema. Ela ganhou dois Oscar de melhor figurino, por Cativos do mal, em 1952, e para Eu Chorarei Amanhã em 1955. Ela também foi responsável pela criação do vestido de casamento de Grace Kelly com o Rainier III de Mônaco.

## Biografia
Helen Rose nasceu em 02 de fevereiro de 1904 em Chicago. Ela era descendente de alemães e russos. 
Rose se formou pela Academia de Belas Artes de Chicago, e se mudou para Los Angeles em 1929, quando fez seu primeiro trabalho desenhando os figurinos do espetáculo no gelo Ice Follies. Nos anos 40, ela passou dois anos trabalhando na 20th Century Fox, criando figurinos para filmes musicais. Em 1943, a MGM contratou depois de demitir o lendário figurinista Adrian, e trabalhou lá até os anos 60, depois resolveu pedir demissão e começar um negócio próprio. Escrevia para colunas de moda e nos anos 70, viajava pelos Estados Unidos com o "Helen Rose Show" no qual promovia desfiles de moda com os figurinos dos estúdios MGM.
Helen Rose morreu em Palm Springs, Califórnia no dia 09 de novembro de 1985.

## Legado
Rose ganhou dois Oscar de Melhor Figurino, por The Bad and the Beautiful, em 1952, e para I'll Cry Tomorrow em 1955.  Ela foi indicada mais oito vezes e também foi muito famosa por desenhar vestidos de noiva para estrelas de cinema. Ela desenhou o famoso vestido de casamento de Grace Kelly quando se casou com Rainier III, Príncipe de Mônaco em 1955, e que serviu de inspiração para Sarah Burton, da grife Alexander McQueen, na criação do vestido de noiva de sua Catherine Middleton com o príncipe William. Ela também desenhou roupas para Carmem Miranda e Elizabeth Taylor nos filmes Father of the Bride e Cat on a Hot Tin Roof, assim como  o 1° vestido de casamento de Elizabeth Taylor, quando ela se casou com Conrad Hilton Jr.

## Filmografia
- We're in the Legion Now! (1936)
- Hello, Frisco, Hello (1943)
- Coney Island (1943)
- Stormy Weather (1943)
- Ziegfeld Follies (1945)
- The Harvey Girls (1946)
- Two Sisters from Boston (1946)
- Till the Clouds Roll By (1946)
- The Unfinished Dance (1947)
- Merton of the Movies (1947)
- Good News (1947)
- The Bride Goes Wild (1948)
- Big City (1948)
- Homecoming (1948)
- A Date with Judy (1948) (para Carmen Miranda)
- Luxury Liner (1948)
- Words and Music (1948)
- Act of Violence (1948)
- Take Me Out to the Ball Game (1949)
- The Stratton Story (1949)
- The Red Danube (1949)
- That Midnight Kiss (1949)
- On the Town (1949)
- East Side, West Side (1949)
- Nancy Goes to Rio (1950) (para Carmen Miranda)
- The Reformer and the Redhead (1950)
- Annie Get Your Gun (1950)
- The Big Hangover (1950)
- Father of the Bride (1950)
- Three Little Words (1950)
- Duchess of Idaho (1950)
- The Toast of New Orleans (1950)
- Summer Stock (1950) (para Gloria DeHaven)
- A Life of Her Own (1950) (para Lana Turner)
- Right Cross (1950)
- To Please a Lady (1950)
- Two Weeks with Love (1950)
- Pagan Love Song (1950)
- Grounds for Marriage (1951)
- Father's Little Dividend (1951)
- The Great Caruso (1951)
- No Questions Asked (1951)
- Excuse My Dust (1951)
- Strictly Dishonorable (1951)
- Rich, Young and Pretty (1951)
- The Strip (1951)
- The People Against O'Hara (1951)
- Texas Carnival' (1951)
- Callaway Went Thataway (1951)
- The Unknown Man (1951)
- Too Young to Kiss (1951)
- Royal Wedding (1951)
- The Light Touch (1952)
- Invitation (1952)
- The Belle of New York (1952)
- Love Is Better Than Ever (1952)
- The Girl in White (1952)
- Skirts Ahoy! (1952)
- Glory Alley (1952)
- Washington Story (1952)
- Holiday for Sinners (1952)
- The Merry Widow (1952)
- Because You're Mine (1952)
- Everything I Have Is Yours (1952)
- Million Dollar Mermaid (1952)
- The Bad and the Beautiful (1952)
- Above and Beyond (1952)
- The Story of Three Loves (1953)
- I Love Melvin (1953)
- The Girl Who Had Everything (1953)
- Jeopardy (1953) (para Barbara Stanwyck)
- Small Town Girl (1953)
- Sombrero (1953)
- Remains to Be Seen (1953)
- Dangerous When Wet (1953)
- Dream Wife (1953)
- Latin Lovers (1953)
- Mogambo (1953)
- Torch Song (1953)
- Easy to Love (1953)
- Give a Girl a Break (1953)
- Escape from Fort Bravo (1953)
- The Long, Long Trailer (1954)
- Rose Marie (1954)
- Rhapsody (1954)
- Executive Suite (1954)
- The Student Prince (1954)
- Her Twelve Men (1954)
- Rogue Cop (1954)
- Athena (1954)
- The Last Time I Saw Paris (1954)
- Deep in My Heart (1954)
- Green Fire (1954) (para Grace Kelly)
- Jupiter's Darling (1955)
- Hit the Deck (1955)
- The Glass Slipper (1955)
- Interrupted Melody (1955)
- Bedevilled (1955) (para Anne Baxter)
- Love Me or Leave Me (1955)
- The Cobweb (1955)
- It's Always Fair Weather (1955)
- The Tender Trap (1955)
- The Rains of Ranchipur (1955) (para Lana Turner)
- I'll Cry Tomorrow (1955)
- Ransom! (1956; (para Donna Reed)
- Meet Me in Las Vegas (1956)
- Forbidden Planet (1956) (para Anne Francis)
- The Swan (1956)
- Gaby (1956)
- High Society (1956)
- These Wilder Years (1956) (para Barbara Stanwyck)
- The Power and the Prize (1956)
- Tea and Sympathy (1956) (para Deborah Kerr)
- The Opposite Sex (1956)
- Ten Thousand Bedrooms (1957)
- Something of Value (1957)
- Designing Woman (1957)
- The Seventh Sin (1957) (para Eleanor Parker)
- Silk Stockings (1957)
- Tip on a Dead Jockey (1957) (para Dorothy Malone)
- Don't Go Near the Water (1957)
- Saddle the Wind (1958) (para Julie London)
- The High Cost of Loving (1958) (para Gena Rowlands)
- The Reluctant Debutante (1958)
- Cat on a Hot Tin Roof (1958) (para Elizabeth Taylor)
- Party Girl (1958)
- The Tunnel of Love (1958) (para Doris Day e Gia Scala)
- Count Your Blessings (1959)
- The Mating Game (1959)
- Ask Any Girl (1959)
- It Started with a Kiss (1959)
- Never So Few (1959) (para Gina Lollobrigida)
- The Gazebo (1959)
- All the Fine Young Cannibals (1960)
- BUtterfield 8 (1960)
- Go Naked in the World (1961)
- The Honeymoon Machine (1961)
- Ada (1961)
- Bachelor in Paradise (1961)
- The Courtship of Eddie's Father (1963)
- Goodbye Charlie (1964)
- Made in Paris (1966)
- Mister Buddwing (1966) (para Jean Simmons)
- How Sweet It Is! (1968)